# Egipatski jezik
Egipatski jezik (ISO 639-3: egy; staroegipatski), drevni jezik kojim su govorili Egipćani između 3000 i 300 godine prije Krista na području današnjeg Egipta uz rijeku Nil.
Pripadao je egipatskoj skupini afrazijskih jezika